# Zap (ação)
O zap é uma forma de ação política direta, que foi usado pela primeira vez na década de setenta do século XX, no Estados Unidos. Popularizado pelo grupo pioneiro dos direitos dos gays, o "Gay Activists Alliance", o zap foi uma ação pública estridente projetada para constranger uma figura pública ou celebridade, chamando a atenção tanto dos gays como do heterossexuais sobre questões relacionadas com os direitos LGBT.
Embora as organizações de homossexuais dos EUA já se tivessem feito notar através de declarações públicas em 1959 , estas manifestações assemelhavam-se mais a piquetes pacíficos. Depois da rebelião de Stonewall de 1969 , considerado como o momento crítico do movimento de libertação gay, os ativistas gays mais jovens e radicais estavam cada vez menos interessados nas táticas sóbrias da geração anterior. Os zaps faziam-se contra os políticos e outras figuras públicas e muitos deles conseguiram projetar a imagem dos gays nos meios de comunicação social. Os grupos de ativistas LGBT e do SIDA continuaram a usar táticas tipo zap até à década de 1990.